# Karin Abma
Karin Abma (Arnhem, 5 de diciembre de 1951) es una deportista neerlandesa que compitió en remo. Ganó dos medallas en el Campeonato Mundial de Remo, plata en 1977 y bronce en 1978.

## Palmarés internacional
| Campeonato Mundial | Campeonato Mundial        | Campeonato Mundial | Campeonato Mundial |
| Año                | Lugar                     | Medalla            | Prueba             |
| ------------------ | ------------------------- | ------------------ | ------------------ |
| 1977               | Ámsterdam (Países Bajos)  | Medalla de plata   | Dos sin timonel    |
| 1978               | Cambridge (Nueva Zelanda) | Medalla de bronce  | Dos sin timonel    |